# Вознесенская (Краснодарский край)
Вознесе́нская — станица в Лабинском районе Краснодарского края.
Административный центр Вознесенского сельского поселения.
Население — 5765 чел. (2021).

## География
Расположена по берегам реки Чамлык (правый приток Лабы) в степной зоне, в 24 км юго-восточнее города Лабинска. На севере к территории Вознесенской непосредственно примыкает менее крупная станица Ерёминская.

## История
Станица Вознесенская основана в 1841 году, наряду со станицами Лабинская, Чамлыкская и Урупская, при переселении кордонной линии с реки Кубани на реку Лабу.
Станица, в основном, заселена казаками Кубанского полка — на поселение в станицу было отправлено из полка сто семьдесят семей.
Входила в Лабинский отдел Кубанской области.
В 1924—1929 годах станица — центр Вознесенского района.

## Население
| 1890  | 1913    | 1939  | 1959  | 1979  | 2002  |
| ----- | ------- | ----- | ----- | ----- | ----- |
| 9529  | ↗16 158 | ↘9291 | ↘9031 | ↘7228 | ↘6920 |
| 2010  | 2021    |       |       |       |       |
| ↘6546 | ↘5765   |       |       |       |       |

Большинство населения — русские (88,5 % в 2002 году), также в станице проживают армяне, грузины, украинцы, турки и др.
Около 1000 человек населения станицы это студенты Вознесенского техникума пищевых производств, одного из старейших профессиональных образовательных учреждений Кубани.

## Знаменитые уроженцы
- Кожанов, Иван Кузьмич — советский военно-морской деятель, флагман флота 2-го ранга, командующий Черноморским флотом.
- Соснов, Алексей Андреевич — участник Великой Отечественной войны, Герой Советского Союза.